# Insulele Canalului

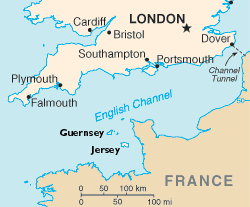
Insulele Canalului

Insulele Canalului sau Insulele Anglo-Normande sunt un grup de insule situate în Canalul Mânecii, între Anglia și Franța. Insulele sunt grupate în două provincii (bailiwicks), Guernsey și Jersey, amândouă dependențe ale coroanei britanice, dar nu părți ale Regatului Unit și nici ale Uniunii Europene. Populația totală este de aproximativ 160.000 locuitori. 

## Geografia
Insulele canalului locuite sunt: Insula Jersey, Guernsey, Alderney, Sark, Herm (Insulele principale); Jethou, Brecqhou (Brechou), și Lihou. Toate cu excepția insulei Jersey sunt în Bailiwick-ul Guernsey. Insulele nelocuite Minquiers, Ecréhous, Les Dirouilles și Pierres de Lecq sunt parte a Bailiwick-ului of Jersey iar Burhou și Casquets se află în largul insulei Alderney. Ca regulă generală, insulele mai mari au un sufix-ul -ey iar cele mai mici au sufixul -hou; ce se crede că provin din limba Norse veche ey și respectiv holmr.
Insulele Chausey, situate la sud de Jersey, aflate sub jurisdicție franceză nu sunt în general incluse în definiția geografică a insulelor canalului. Ele au făcut de asemenea parte din Ducatul Normandiei dar actualmente fac parte din comuna Granville din departamentul Manche și sunt o destinație populară pentru turiștii francezi.
Datorită situării insulelor în golful Saint-Malo renumit pentru amplitudinea ridicată a mareelor, în jurul insulelor canalului exstă un ecosistem inter-maree foarte bogat.

## Istoric
Insulele Canalului fac parte din teritoriile anexate de Ducatul Normandiei în 933 de la Ducatul Bretaniei. William Cuceritorul, Ducele de Normandia, a pretins titlul de Rege al Angliei în 1066 și și-a securizat pretenția prin Cucerirea Normandă a Angliei. În urma conflictelor ulterioare dintre Regele Angliei și Regele Franței, acesta din urmă i-a retras primului titlul de Duce de Normandia în 1204, dar Insulele Canalului au rămas loiale acestuia. Monarhii britanici au retaliat, pretinzând titlul de rege al Franței, pretenție la care au renunțat în 1801. La nici un moment nu s-a pus problema ca insulele canalului să devină partea a Regatului Angliei sau să formeze o uniune asemenea celei cu Regatele Scoției sau al Irlandei. Așadar responsabilitățile feudale au rămas în sarcina Ducelui nominal, inclusiv după ce Regele Angliei a renunțat la acest titlu.
După Revoluția Engleză, odată cu restaurația lui Carol al II-lea Stuart care și-a petrecut exilul în Jersey, Insulele Canalului au primit privilegii suplimentare inclusiv puterea de a-și impune propriile taxe vamale.
Insulele Canalului au fost singurele teritorii britanice ocupate de Germania Nazistă în timpul celui de al doilea război mondial, între 1 iulie 1940 și 9 mai 1945.

## Sistemul politic
Fiecare bailiwick are parlamentul propriu, States of Jersey respectiv States of Guernsey și fiecare bailiwick are un guvern condus de un Ministru Șef (engleză Chief Minister). Fiecare bailiwick își emite propriile bancnote și monede Lira sterlină Jersey respectiv Lira sterlină Guernsey. Acestea circulă în mod liber în cadrul celor două insule ale canalului împreună cu bancnotele și monedele Regatului Unit. Nu sunt o modalitate legală de plată în cadrul Regatului Unit, dar sunt de multe ori acceptate.
Toată legislația insulară trebuie să aibă aprobarea Reginei. Actele Parlamentului Britanic nu se aplică în acestea decât dacă este stipulat în mod explicit, dar acest lucru este din ce în ce mai rar. 
Guvernul Britanic este singurul responsabil pentru apărarea și reprezentarea internațională a dependințelor, dar fiecare insulă are responsabilitatea gestionării vămilor și a imigrației. Dependințele se află în responsabilitatea Departamentului pentru afaceri Consituționale ale guvernului britanic, până în 2001 ele fiind sub responsabilitatea ministerului de interne (Home Office).

## Cultura
Proximitatea culturală și constituțională între insule și Regatul Unit a dus la o serie de instituții și organizații comune. BBC are un post de radio și de televiziune locală în insulele canalului și cu toate că insulele au jurisdicție asupra poștei și telecomunicațiilor locale ele continuă să participe la planul de telefonie în Regatul Unit și au adaptat sistemul de coduri poștale pentru a fi compatibile cu cel al Regatului Unit.
În insule, limbile native sunt variante ale limbii normande, o limbă romanică din familia de limbi d'Oïl. Din Secolul XIX influența engleză a făcut ca acestea să se scadă în utilizare, actualmente fiind vorbite de aproximativ 2% din populație. Pe lângă limba engleză, în Insulele Canalului limba oficială este și o variantă a limbii franceze. În limba franceză oficială a insulelor ele se numesc 'Îles de la Manche', iar termenul folosit în Franța este 'Îles anglo-normandes' (Insulele Anglo-Normande) iar când Chausey este numită 'Île normande'. 
Insulele au fost des folosite ca loc de exil de diferite personalități, printre cele mai importante fiind Victor Hugo care a scris aici Mizerabilii. 

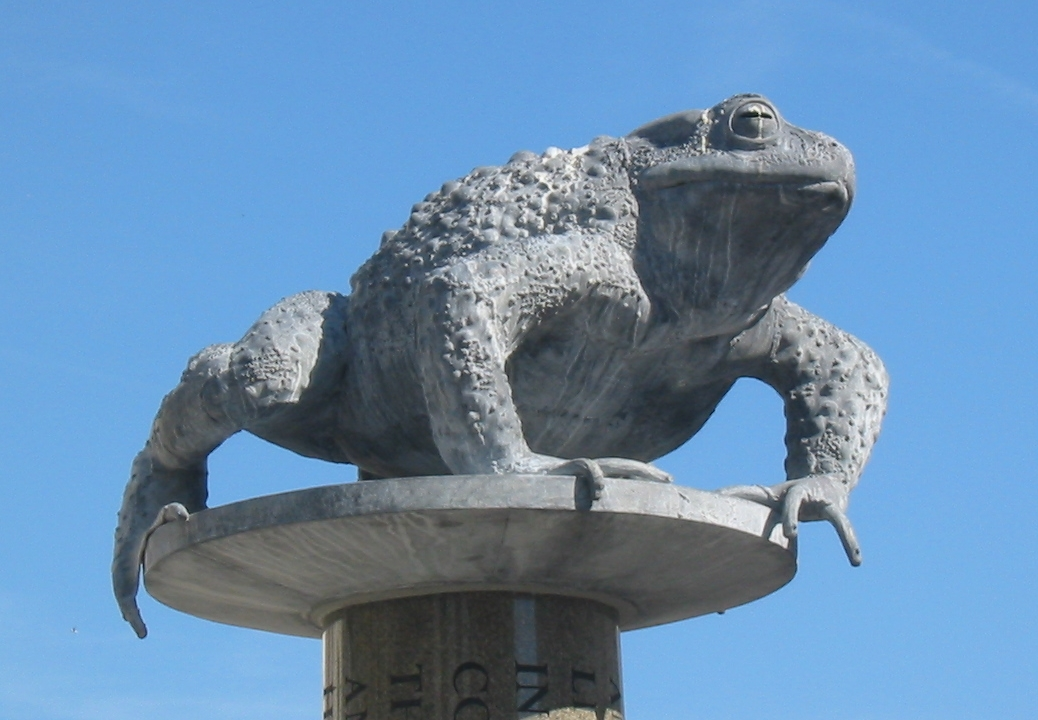
O broască, porecla locuitorilor insulei Jersey

Anual are loc un turneu de fotbal între insule, numit Muratti. Cu toate acestea, insulele nu sunt afiliate la UEFA și nu participă în competiții internaționale oficiale. Sportivii din insule participă însă la Jocurile Commonwealthului în numele insulelor lor și de asemenea participă și la Jocurile Insulelor, o competiție între insulele mici din nord-vestul Europei. 
Între insulari există o serie de porecle caracteristice, legate de nume de animale:
- les anês (măgarii) pentru locuitorii din Guernsey - datorită utilizării frecvente ale măgarilor în străzile abrupte ale capitalei St Peter Port. Locuitorii din Jersey consideră că acest simbol identifică și încăpățânarea locuitorilor din Guernsey.
- crapauds (broaște) pentru locuitorii din Jersey, datorită faptului că aceste animale se găsesc doar pe Jersey și nu și pe Guernsey.
- corbins (corbi) pentru locuitorii din Sark, datorită faptului că aceste animale pot fi văzute pe coastele insulei de pe mare.
- lapins (iepurii) pentru locuitorii din Alderney, datorită numărului mare de iepuri de pe insulă.

Insulele au fost creștinate în Secolul VI, odată cu Reforma insulele au devenit Calviniste, în secolul XVII Anglicanismul a fost impus de către monarh, dar Metodism-ul a fost puternic adoptat de către locuitori. Datorită proximității față de Franța pe insule există de asemenea și numeroase comunități catolice.
1. ↑  , Banca Mondială https://data.worldbank.org/indicator/NY.GDP.MKTP.CD, accesat în 26 august 2023 Lipsește sau este vid: |title= (ajutor)